# Ле Куанг Льем
Ле Куанг Льем (вьет. Lê Quang Liêm; род. 13 марта 1991, Хошимин) — вьетнамский гроссмейстер (2006). Чемпион мира по блицу (2013), чемпион Азии (2019). Четырежды представлял национальную сборную на Олимпиадах (2006—2012). Победитель Аэрофлот Опен (2010, 2011). Обладатель наивысшего шахматного рейтинга среди шахматистов Вьетнама.
В июле 2010 года занял 2 место в гроссмейстерском турнире в Дортмунде, опередив Владимира Крамника, Шахрияра Мамедьярова и Петера Леко. 24 апреля 2022 года победил действующего на тот момент чемпиона мира Магнуса Карлсена на онлайн-турнире Oslo Esports Cup.
По состоянию на 2012 год изучал банковское дело в Университете Хошимина.